# William Kennedy (Politiker, 1768)
William Kennedy (* 31. Juli 1768 bei Washington, Province of North Carolina; † 11. Oktober 1834 ebenda) war ein US-amerikanischer Politiker. Zwischen 1803 und 1815 vertrat er mehrfach den Bundesstaat North Carolina im US-Repräsentantenhaus.

## Werdegang
William Kennedy studierte bis 1782 an der University of Pennsylvania in Philadelphia. Nach einem anschließenden Jurastudium und seiner Zulassung als Rechtsanwalt begann er in diesem Beruf zu arbeiten. Gleichzeitig schlug er als Mitglied der von Thomas Jefferson gegründeten Demokratisch-Republikanischen Partei eine politische Laufbahn ein.
Bei den Kongresswahlen des Jahres 1802 wurde Kennedy im dritten Wahlbezirk von North Carolina in das US-Repräsentantenhaus in Washington, D.C. gewählt, wo er am 4. März 1803 die Nachfolge von Robert Williams antrat. Bis zum 3. März 1805 konnte er zunächst nur eine Legislaturperiode im Kongress absolvieren. In diese Zeit fiel der von Präsident Jefferson getätigte Louisiana Purchase, durch den das Staatsgebiet der Vereinigten Staaten beträchtlich vergrößert wurde. Im Jahr 1804 wurde der zwölfte Verfassungszusatz ratifiziert.
Bei den Wahlen des Jahres 1808 wurde  Kennedy erneut im dritten Distrikt seines Staates in den Kongress gewählt, wo er am 4. März 1809 Thomas Blount ablöste, der 1805 sein Nachfolger geworden war. Da er bei den folgenden Wahlen im Jahr 1810 erneut gegen Blount verlor, konnte er bis zum 3. März 1811 wieder nur eine Legislaturperiode im US-Repräsentantenhaus verbringen. Nach dem Tod von Thomas Blount wurde Kennedy bei der fälligen Nachwahl wieder als dessen Nachfolger in das US-Repräsentantenhaus gewählt, wo er am 30. Januar 1813 seinen alten Sitz einnahm. Nach einer Wiederwahl konnte er bis zum 3. März 1815 im Kongress verbleiben. Diese Zeit war von den Ereignissen des Britisch-Amerikanischen Krieges geprägt.
Nach seinem Ausscheiden aus dem Kongress im Jahr 1815 hat William Kennedy kein weiteres politisches Amt mehr ausgeübt. Er starb am 11. Oktober 1834 in seinem Geburtsort Washington.